# NGC 6256
NGC 6256 је збијено звјездано јато у сазвежђу Шкорпија које се налази на NGC листи објеката дубоког неба.
Деклинација објекта је - 37° 7' 15" а ректасцензија 16h 59m 32,6s. Привидна величина (магнитуда) објекта NGC 6256 износи 11,3. NGC 6256 је још познат и под ознакама GCL 49.1, ESO 391-SC6, vdB-Hagen 208.